# Квіріній

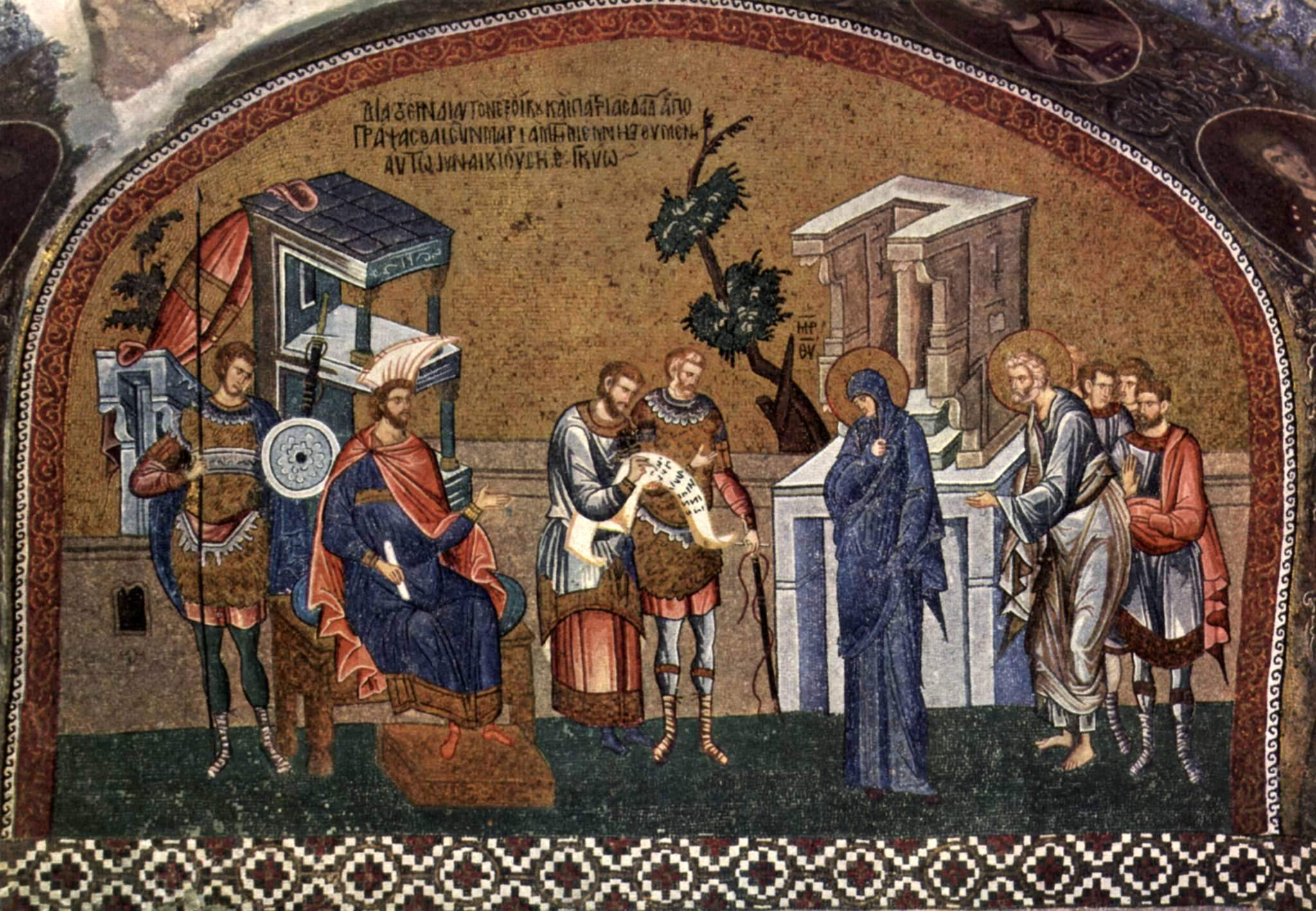
Діва Марія та Йосип на переписі перед Квірінієм. Церква Хора, Стамбул. 1315—1320 р.

Публій Сульпіцій Квіріній (лат. Publius Sulpicius Quirinius, грец. Κυρήνιος; близько 45 до н. е. — 21) — римський сенатор та намісник римського імператора в Сирії.
Згадується в Новому Заповіті у Євангелії від Луки (Лк. 2:1,2). Під час його правління Сирією за наказом імператора Августа був проведений перший перепис народу цієї землі, внаслідок чого Йосип з Марією повинні були вирушити до свого рідного міста Вифлеєму, в якому і народився Ісус Христос. Другий перепис при Квірінії згадує теж Євангеліст Лука у Діях Апостолів (Дії 5:37), а також Йосип Флавій у Юдейські давнині (лат. Antiquitates Judaicae), XVIII, 1. Дослідження його функцій під час римського правління в Палестині є важливим з історичного погляду та його місця у історії народження Ісуса Христа описаній у Євангелії від Луки (Лк.2: 2).

## Життя
Квіріній народився у Ланувіо поблизу Риму бл. 45 року до нашої ери у багатій сім'ї. Хоча сім'я і належала до багатого прошарку, однак від неї не було сенаторів.
Для Квірінія відкрилися кар'єрні шляхи внаслідок вступу Августа на вершину влади та зміни правління у Римі. Про початок його службової кар'єри не збереглося відомостей, очевидно він був малопомітний. У 15 р. до н. е. він став Проконсулом (намісником) римської провінції Крит і Киренаїка  сьогоднішніх острова Крит та міста Кирени. Там Квіріній переміг плем'я гарамантів, яке займало територію у Сахарі південніше від його провінції.
Повернувшись як герой до Риму у 12 р. до н. е. став консулом (разом з Марком Валерієм Мессалою Барбатом Аппіаном). Дещо пізніше імператор Август призначив його намісником у Галатію (сьогодні Туреччина). Там у Кілікії у 5 — 3 р. до. н.е він переміг войовниче плем'я Гомонадів.
Між 6 та 9 роками (вже нашої ери) його послали до Сирії, намісником імператора у консульській провінції.
Він отримав наказ вдруге переписати населення Юдеї, яка мала бути об'єднана з Сирією, що було раніше відкладено Іродом Архелаєм, та провести секвестр майна Архелая, який був засуджений імператором та відсторонений від влади.
Йосип Флавій (Книга XVIII розд. III) визначає правління попередника Квірінія — Сатурніна намісника в Сирії по 36 роках
після Битви при Акції (2 вересня 31 р. до н. е.), тобто другий перепис відбувся 6 р. нашої ери після його заміни Квірінієм. Проведення перепису було необхідним, оскільки провінція переходила у безпосереднє підпорядкування Риму. Це привело до заворушень під проводом Юди Галілеянина, про якого згадує Йосип Флавій та Євангеліст Лука (Дії 5:37).

Навіть після смерті Августа у 14 р. н. е. Квіріній залишається при Тіберії визначною персоною. Він одружується, хоча вже був немолодим чоловіком. Його друга дружина Емілія Лепіда була внучкою Тріумвірата Лепіда, який мав у той час найвищий титул священика Pontifex Maximus. Вона стала вагітною в 20 років, однак Квірінію в той час було вже 75 років. Він відмовився від батьківства, розлучився й подав до суду на Емілію Лепіду, звинувачуючи її в невірності. Суд визнав її винною.
Квіріній помер наступного року. У пам'ять про нього була призначена траурна церемонія. Дітей у нього не було ні з першою дружиною Клаудією Аппією, ні з другою Емілією Лепідою.

## Історичне значення
На думку багатьох істориків Квіріній вже у 11 — 7 р. до н. е командував легіонами legio III Gallica, legio VI Ferrata та legio X Fretensis. Ці ж легіони підпадають під його команду і 15 років потому. За Тацитом після свого консулату у 12 р. до н. е та перед спеціальною місією при штабі внука Августа — Гая, Квіріній вів війну з Гомонадами в Малій Азії.
Мильові камені на Via Sebaste вказують на закінчення будівництва дороги у 6 р. до н. е., отже перед тим вороги вже були розбиті. Тодішня військова колонія з вдячності вибирає Квірінія «Duumvir» (міським головою), що також видно з надписів. Як командуючий цими легіонами Квіріній також був автоматично і намісник імператора у Сирії та Юдеї. Так само як одночасно були наприклад Тиберій, Друз та Ґерманік намісниками у Галії та Германії.

Знайдений в Тібурі напис називає одного намісника який два рази був у ним у Сирії: proconsul Asiam provinciam opti[nuit legatus pro praetore] divi Augusti iterum Syriam et Pho[enicen optinuit]. Вже Теодор Моммзен ідентифікував цього намісника як Квірінія (Publius Sulpicius Quirinius).

Євангеліст Лука, який називає всі деталі, імена римських місць, різних посадових осіб у різних містах і провінціях імперії, як історик, тут буквально, ще раз підкреслює: "грец. Ἐγένετο δὲ ἐν ταῖς ἡμέραις ἐκείναις ἐξῆλθεν δόγμα παρὰ Καίσαρος Αὐγούστου ἀπογράφεσθαι πᾶσαν τὴν οἰκουμένην. 2 αὕτη ἀπογραφὴ πρώτη ἐγένετο ἡγεμονεύοντος τῆς Συρίας Κυρηνίου — Переклад: «І трапилося тими днями, вийшов наказ царя Августа переписати всю землю. 2 Цей перепис перший відбувся тоді, коли владу над Сирією мав Квіріній.» Тобто будучи командувачем легіонами у Сирії, Квіріній також автоматично був там і намісником (гегемоном) імператора. Існують труднощі з коректним перекладом грецького слова «Володар». Грецьке поняття гегемон — грец. ηγεμονευοντος, hegemoneuontos — володар, правитель, князь, можна перекласти не лише як цивільний службовець, губернатор, але й як військовий командир в Сирії з відповідними повноваженнями та правом командувати як у Сирії, так і в Юдеї. Союзниками Риму були маленькі області зі статусом колоній, в яких римські володарі призначали «королів» на свій розсуд. Це були королівства Фракії, Каппадокії, Комаґени, Кілікії та Юдеї.

Враховуючи час походу Квірінія на гомонаденів — 10-6 роки до н. е., та вказівку у Євангелії від Матвія (Мт. 2:16) на час народження Ісуса Христа за життя Ірода І Великого (помер у 4 р. до н. е), видно також і часовий проміжок проведення першого перепису в Юдеї, тобто коли один з правителів Сирії був Квіріній..
Другий перепис, про який також добре знає Євангеліст Лука (Дії 5:37) проведений за другого намісництва Квірінія у 6-7 роках н. е. Отже Август проводить цей другий перепис для збору податків, як це робилося за певні періоди, в Імперії. Навіть за часів Цезаря Юдея під Іродом мусила платити податки Риму. Цей перепис наштовхнувся на несприйняття населення і привів до повстань та спротиву, що змусило Квірінія застосувати військову силу. Таким чином пишучи Євангеліє у 60 роки Євангеліст Лука історично спирається на ім'я Публія Сульпіція Квірінія, що стало певним символом римської влади для юдейського народу.

## Родина
1. Дружина — Клавдія.
2. Дружина — Емілія Лепіда.